# Josef Raha
Josef Raha (tudi Josif Rajhenič Raha), hrvaški skladatelj in dirigent češkega rodu, * 15. junij 1902, Imotski, Dalmacija, † 1972.

## Življenje
Otroška leta je preživel v Dubrovniku, kjer je pričel z glasbenim študijem pri svojem očetu V. Rahi, ki je bil kapelnik in profesor v škofijskem seminarju. Med prvo svetovno vojno je po očetovem odhodu v vojsko, komaj 12 let star, prevzel mesto organista v dubrovniški stolni cerkvi. Po vojni je brez vednosti staršev zbežal v Zagreb, da bi se vpisal na konservatorij, ker pa ni imel denarja, je v času študija na zagrebški glasbeni šoli igral po kinematografih. V Zagrebu je obiskoval kompozicijski razred rektorja Frana Lhotke, dirigiranje pa je končal na dunajskem konservatoriju pri dr. K. Rogerju; dirigentsko šolo je končal leta 1926. Kot dirigent je začel svojo pot v zagrebški operi, kjer je bil nastavljen za korepetitorja. Do leta 1931 je bil dirigent v beograjski Operi, med 1931 in 1934 pa je bil direktor skopske Opere.
V Ljubljani je kot korepetitor in dirigent deloval med 1935 in 1937. Dirigiral je predvsem operete, med njimi tudi svojo Pesem ljubezni na besedilo Maksa Simončiča. Iz tega dela je bil zelo priljubljen solistični ples Karioka, v katerem sta blestela Peter Golovin in Gizela Bravničar.
Ustvaril je še glasbeno dramo v treh dejanjih Zulejka, robinja bosanska, opereto v treh dejanjih Veranica Nj. Visosti, opereto Grof od Montepapira, opereto Baronesa Ninon, opereto Broadway, suito Pokljuka ter Balkanske plese.